# Wormaldia bilamellata
Wormaldia bilamellata är en nattsländeart som beskrevs av Sun 1997. Wormaldia bilamellata ingår i släktet Wormaldia och familjen stengömmenattsländor. Inga underarter finns listade i Catalogue of Life.